# Bennet (voornaam)
Bennet is een Engelse jongensnaam met Normandische wortels, die vaker als familienaam gebruikt wordt. Hoewel de oorsprong in de Engelstalige wereld lag, wordt de voornaam ook in Vlaanderen, Nederland en andere Europese landen gebruikt. 
In de 12e eeuw werd het een veelvoorkomende voornaam in heel Europa vanwege de populariteit van Benedictus van Nursia. De Latijnse vorm van de naam (Benedictus) werd gevonden in Engeland, naast versies afgeleid van de Oud-Franse vormen Beneit en Benoit, die gebruikelijk waren onder de Normandiërs.